# 烏爾米貝格山
47°00′41″N 8°34′42″E / 47.01146564°N 8.57821405°E

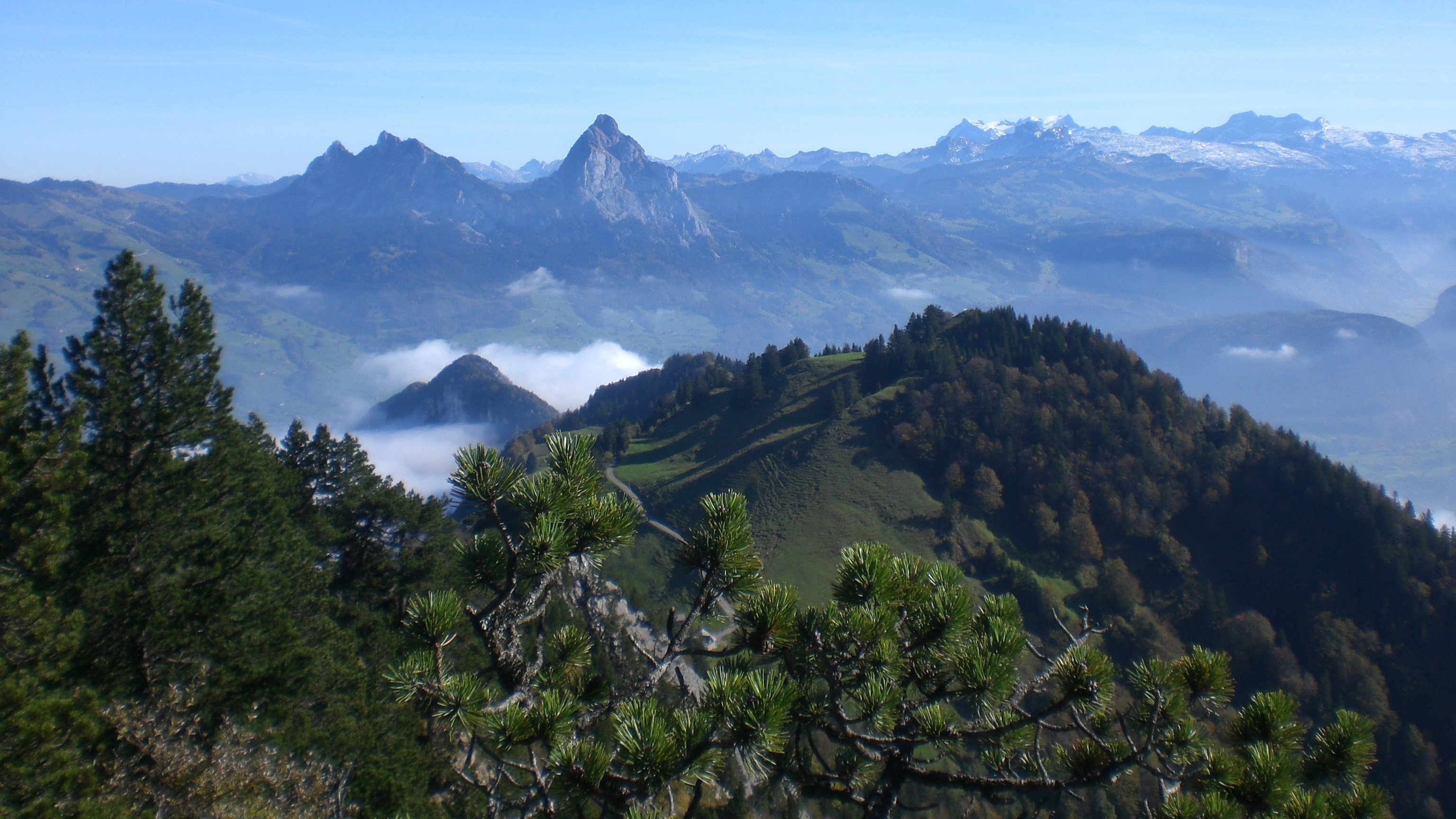

烏爾米貝格山（德語：Urmiberg），是瑞士的山峰，位於該國中部，由施維茨州負責管轄，屬於施維茨阿爾卑斯山脈的一部分，距離里吉山1.5公里，海拔高度1,395米。